# رود اری
رود اری (به لاتین: Arie River) یک رود در ژاپن است که ۱۲٫۵ کیلومتر طول دارد.